# Vlag van de Scilly-eilanden
De vlag van de Scilly-eilanden, of het Scilloniaanse kruis is een vlag die in 2002 werd ontworpen voor de Scilly-eilanden in het Verenigd Koninkrijk. De vlag werd ontworpen door de Scilly News en kreeg positieve steun van de lezers in een volksraadpleging, waarna hij werd geregistreerd bij het Flag Institute als de officiële vlag voor de eilanden.
Het ontwerp van de vlag bestaat uit een wit kruis op een oranje en blauwe achtergrond, met vijf witte sterren in het kanton rechtsboven. Elk deel van het ontwerp vertegenwoordigt een belangrijk element voor de Isles of Scilly: de oranje kleur bovenaan staat voor de oranjekleurige zonsondergangen waar de eilanden bekend om staan; de blauwe kleur onderaan staat voor de omringende zee rond de eilanden; terwijl de sterren de locaties van de eilanden vertegenwoordigen.